# Euploea vollenhovii
Euploea vollenhovii är en fjärilsart som beskrevs av Felder 1865. Euploea vollenhovii ingår i släktet Euploea och familjen praktfjärilar. Inga underarter finns listade i Catalogue of Life.